# Mirandiba
Mirandiba este un oraș în Pernambuco (PE), Brazilia.